# Cassins vliegenvanger
De Cassins vliegenvanger (Muscicapa cassini) is een vogelsoort uit de familie van de Muscicapidae (vliegenvangers).

## Verspreiding en leefgebied
Deze soort komt voor in centraal en het westelijke deel van Centraal-Afrika van Sierra Leone tot Angola, westelijk Oeganda en noordelijk Zambia.